# 默兹河畔栋库尔
默兹河畔栋库尔（法語：Doncourt-sur-Meuse，法語發音：[dɔ̃kuʁ syʁ møz]）是法国上马恩省的一个市镇，属于肖蒙区。

## 地理
默兹河畔栋库尔（48°8'54"N, 5°34'21"E）面积5.93 平方千米，位于法国大東部大區上马恩省，该省份为法国东北部内陆省份，北起马恩省和默兹省，西接奥布省，西南接科多尔省，东南接上索恩省，东临孚日省。
与默兹河畔栋库尔接壤的市镇（或旧市镇、城区）包括：阿库尔、于伊利埃库尔、勒韦库尔、默兹河畔马兰库尔、巴西尼地区布勒瓦讷、巴西尼地区尚皮尼厄勒、肖蒙拉维尔。

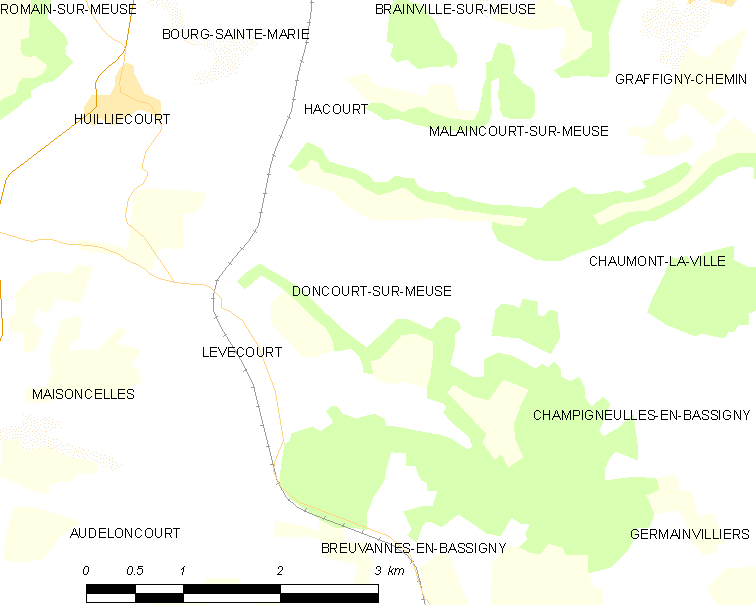
默兹河畔栋库尔的OSM定位图

默兹河畔栋库尔的时区为UTC+01:00、UTC+02:00（夏令时）。

## 行政
默兹河畔栋库尔的邮政编码为52150，INSEE市镇编码为52174。

## 政治
默兹河畔栋库尔所属的省级选区为普瓦松县。

## 人口

1962-2008年间默兹河畔栋库尔人口变化图示

默兹河畔栋库尔于2022年1月1日时的人口数量为39人。